# Beierse Orde van Verdienste

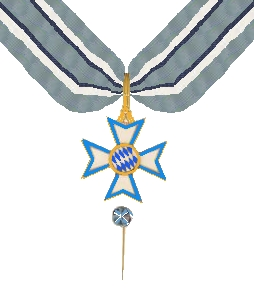
Het kruis van de Orde.

De Beierse Orde van Verdienste (Duits: Bayerischer Verdienstorden) is een onderscheiding voor verdienste die door de regering van Beieren, als Freistaat deel van de Bondsrepubliek Duitsland, wordt verleend.
De Orde is de opvolger van een van de vele tijdens de Beierse monarchie, die in 1918 omver werd geworpen, verleende historische orden van Beieren. De Orde werd in 1957 als aanvulling op de in 1951 ingestelde Orde van Verdienste van de Bondsrepubliek Duitsland (Duits: Bundersverdienstorden) ingesteld door het Parlement van de Vrijstaat. "Bijzondere verdienste voor de vrijstaat en voor het Beierse volk" kwalificeren voor de toekenning van deze Orde die aan Duitsers en aan vreemdelingen kan worden verleend. De onderscheiding wordt door de Beierse minister-president uitgereikt en hij en zijn ministers zijn bevoegd om iemand voor benoeming voor te dragen. De Orde kent een enkele klasse en er mogen nooit meer dan 2000 leden, de wet spreekt niet over "ridders" maar over "ordensträger", van de Orde zijn.
De Orde is een van de orden van Beieren.

## De versierselen van de Orde

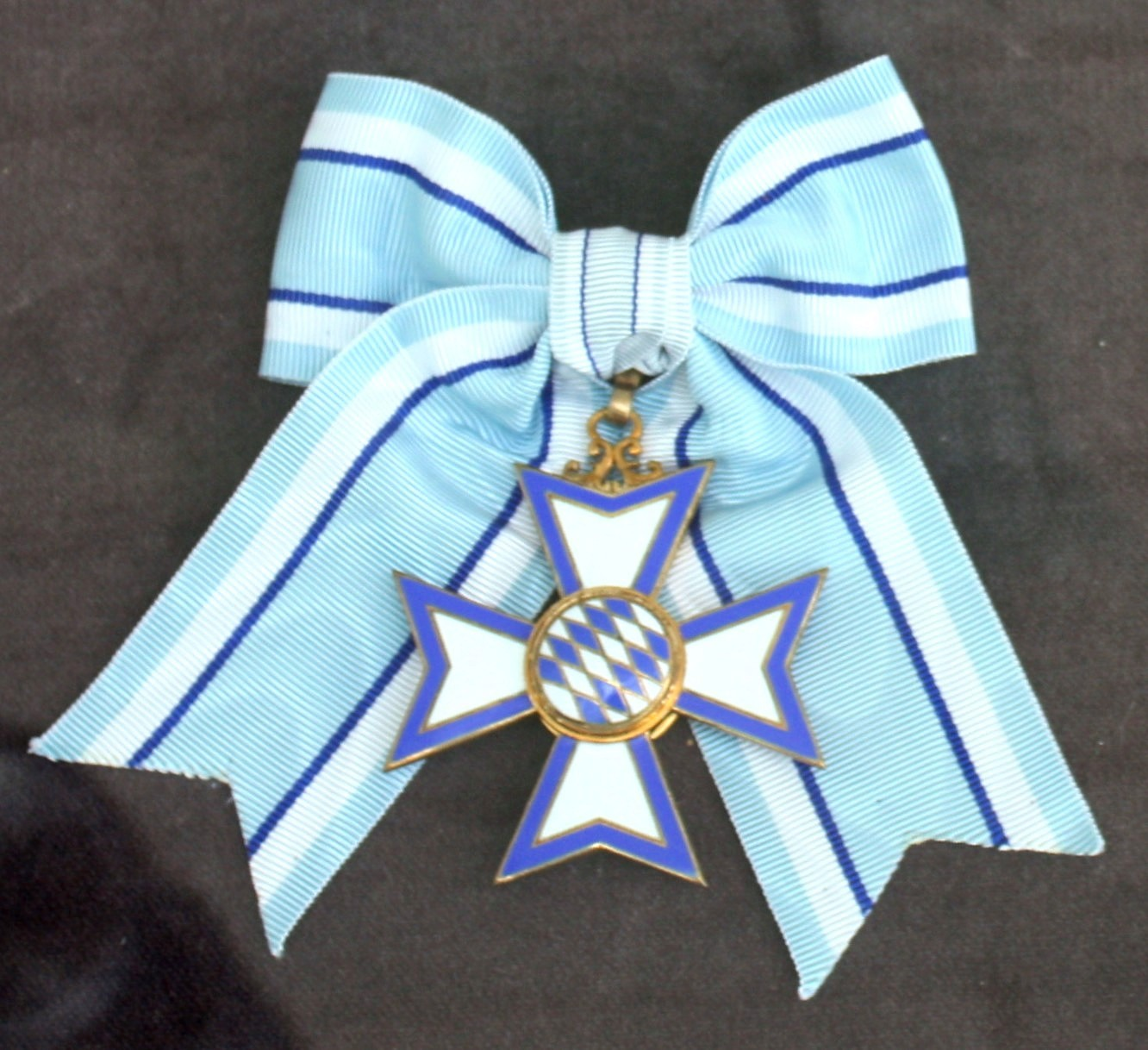
Bayerischer Verdienstorden

Het kleinood van de Orde is een wit-geëmailleerd Maltezer kruis met een brede blauwe rand en een medaillon met de ruiten van het Beierse wapen. Op de keerzijde staat een gouden Beierse leeuw op een zwarte achtergrond. Het lint is lichtblauw met twee witte strepen en aan de binnenzijde van deze strepen een smalle donkerblauwe streep.
In afwijking van de Duitse traditie dragen de gedecoreerden een rozet in het knoopsgat van hun kostuum. Wél geheel volgens de Duitse traditie is de vierkante baton met een miniatuur van het ordekruis. Het kruis van de Orde wordt "en sautoir", dus aan een lint om de hals, gedragen en is het eigendom van de gedecoreerden. Dames dragen het kruis aan een strik op de linkerschouder.